# Edizioni White Star
White Star S.r.L., meglio nota come White Star, è una casa editrice italiana specializzata nella pubblicazione di libri illustrati ed edizioni fotografiche.

## Storia
La casa editrice Edizioni White Star viene fondata nel 1984 a Vercelli, con l'obiettivo di dedicarsi alla pubblicazione di libri illustrati. In pochi anni diventa leader di edizioni fotografiche a livello internazionale grazie a coedizioni distribuite in oltre 60 Paesi. Nel 2011, con un catalogo di oltre 600 titoli e una distribuzione diretta in Italia, Francia, Germania, Gran Bretagna e Stati Uniti, Edizioni White Star viene acquisita al 100% da De Agostini Editore S.p.A., già azionista della stessa dal 2009 con una quota del 35% del capitale. A luglio 2016 De Agostini Libri S.p.A. cede il ramo d'azienda costituito dalle attività aventi ad oggetto la pubblicazione di libri illustrati ed edizioni fotografiche, distribuiti a livello internazionale, con il marchio White Star. Il ramo d'azienda viene rilevato da una NewCo, White Star S.r.L., che ha l'obiettivo di crescere nei settori del libro illustrato con una spiccata vocazione internazionale.

## Partner
Prestigioso partner di Edizioni White Star è la National Geographic, con la quale Edizioni White Star nel 2001 ha stretto un accordo esclusivo diventando licenziataria per l'Italia dei libri illustrati, delle guide turistiche e dei libri per ragazzi a marchio National Geographic e National Geographic Kids.